# Мартен Джету
Мартен Джету (фр. Martin Djetou, нар. 15 грудня 1974, Абіджан) — французький футболіст івуарійського походження, що грав на позиції захисника, зокрема за «Монако» та національну збірну Франції.

## Клубна кар'єра
Народився 15 грудня 1974 року в місті Абіджан. Вихованець футбольної школи клубу «Кретей».
У дорослому футболі дебютував 1992 року виступами за команду «Страсбур», в якій провів чотири сезони, взявши участь у 84 матчах чемпіонату. 1995 року виборов титул володаря Кубка Інтертото.
Своєю грою за цю команду привернув увагу представників тренерського штабу «Монако», до складу якого приєднався 1996 року. Відіграв за «монегасків» наступні п'ять сезонів своєї ігрової кар'єри. Більшість часу, проведеного у складі «Монако», був основним гравцем захисту команди. У її складі по два рази вигравав чемпіонат Франції і Суперкубок країни.
2001 року став гравцем італійської «Парми», у першому ж сезоні в якій додав до переліку своїх трофеїв титул володаря Кубка Італії. У 2002—2005 роках на правах оренди захищав кольори «Фулгема» і «Ніцци».
Згодом у 2005—2006 роках грав за «Болтон Вондерерз» та «Істр», а завершував ігрову кар'єру у «Шильтігаймі», за який виступав протягом 2007 року.

## Виступи за збірні
1996 року залучався до складу молодіжної збірної Франції.
1996 року захищав кольори олімпійської збірної Франції. У складі цієї команди провів 4 матчі. У складі збірної — учасник футбольного турніру на Олімпійських іграх 1996 року в Атланті.
Того ж 1996 року дебютував в офіційних матчах у складі національної збірної Франції. Загалом протягом п'ятирічної кар'єри в національній команді провів у її формі 6 матчів.
| Дата       | Місто        | Господарі | Результат | Гості     | Турнір           | Голи | Примітки |
| ---------- | ------------ | --------- | --------- | --------- | ---------------- | ---- | -------- |
| 9-10-1996  | Париж        | Франція   | 4 – 0     | Туреччина | товариський матч | -    | 77'      |
| 2-4-1997   | Париж        | Франція   | 1 – 0     | Швеція    | товариський матч | -    | 63'      |
| 22-4-1998  | Стокгольм    | Швеція    | 0 – 0     | Франція   | товариський матч | -    |          |
| 4-10-2000  | Сен-Дені     | Франція   | 1 – 1     | Камерун   | товариський матч | -    | 75'      |
| 7-10-2000  | Йоганнесбург | ПАР       | 0 – 0     | Франція   | товариський матч | -    | 75'      |
| 15-11-2000 | Стамбул      | Туреччина | 0 – 4     | Франція   | товариський матч | -    | 69'      |
| Усього     |              | Матчів    | 6         |           | Голів            | 0    |          |

## Титули і досягнення
- Володар Кубка Інтертото (2):

«Страсбур»: 1995
- Чемпіон Франції (2):

«Монако»: 1996–1997, 1999–2000
- Володар Суперкубка Франції (2):

«Монако»: 1997, 2000
- Володар Кубка Італії (1):

«Парма»: 2001–2002